# Chacals de la Rive-Sud
Les Chacals de la Rive-Sud est une équipe de hockey sur glace de la Ligue de hockey semi-professionnelle du Québec qui était basée à Rive Sud à Québec, Canada.

## Historique
L'équipe est créée en 1996. En 1998, elle déménage pour devenir le Garaga de Saint-Georges.

### Saisons en LHSPQ
Note: PJ : parties jouées, V : victoires, D : défaites, N : matchs nuls, DP : défaite en prolongation, DF : défaite en fusillade, Pts : Points, BP : buts pour, BC : buts contre, Pun : minutes de pénalité
| Saison  | PJ | V  | D  | N | DP | DF | Pts | Classement                | Séries éliminatoires |
| ------- | -- | -- | -- | - | -- | -- | --- | ------------------------- | -------------------- |
| 1997-98 | 38 | 17 | 19 | 2 | 0  | 0  | 36  | 3e place, division QSPHLE | ?                    |
| 1996-97 | 40 | 15 | 17 | 4 | 4  | -  | 34  | 3e place, division QSPHLE | ?                    |